# Compsibidion derivativum
Compsibidion derivativum är en skalbaggsart som beskrevs av Martins 1971. Compsibidion derivativum ingår i släktet Compsibidion och familjen långhorningar. Inga underarter finns listade i Catalogue of Life.